# ایزی‌رک
ایزی‌رک (به انگلیسی: easyrec) یک سامانهٔ پیشنهادگر متن‌باز تحت‌وب است که پیشنهادهای شخصی‌سازی‌شده را از طریق وب‌سرویس برای دیگر سامانه‌های تحت‌وب که با آن ادغام می‌شوند فراهم می‌سازد.

## نمونه‌ها
در زیر فهرست برخی از وبگاه‌هایی که از سامانهٔ ایزی‌رک استفاده می‌کنند آورده شده است:
- Flimmit
- 2xFun
- MusicExplorer
- Mikawo
- FlashGames۱۸۰[پیوند مرده]